# Death (single)
Death is een single van de Engelse indierockband White Lies. De single kwam voor het eerst uit op 22 september 2008. Het werd op 29 juni 2009 opnieuw uitgegeven als vijfde single van hun debuutalbum To Lose My Life.... In de Verenigde Staten kwam "Death" uit als een ep met vier nummers.
Het nummer op de B-kant, "You Still Love Him", bevat de refrein-melodie en tekst van een ander nummer, "One Night Friend", dat ze opgenomen hebben onder hun oude bandnaam 'Fear of Flying'.
"Unfinished Business" was pas het tweede nummer dat werd geschreven door de band.

## Nummers

### Single uit 2008
| Nr. | Titel                         | Duur |
| --- | ----------------------------- | ---- |
| 1.  | Death                         | 5:01 |
| 2.  | Death (Crystal Castles-remix) | 4:46 |

| Nr. | Titel      | Duur |
| --- | ---------- | ---- |
| 1.  | Death      | 5:01 |
| 2.  | Black Song | 3:47 |

| Nr. | Titel                | Duur |
| --- | -------------------- | ---- |
| 1.  | Death                | 5:01 |
| 2.  | Death (Haunts remix) | 5:53 |

| Nr. | Titel                         | Duur |
| --- | ----------------------------- | ---- |
| 1.  | Death                         | 5:01 |
| 2.  | Black Song                    | 3:47 |
| 3.  | Death (Crystal Castles remix) | 4:46 |
| 4.  | Death (Haunts remix)          | 5:53 |

### Single uit 2009
| Nr. | Titel                       | Duur |
| --- | --------------------------- | ---- |
| 1.  | Death                       | 5:01 |
| 2.  | Nothing to Give (M83 remix) | 6:24 |

| Nr. | Titel                         | Duur |
| --- | ----------------------------- | ---- |
| 1.  | Death (Crystal Castles remix) | 4:46 |
| 2.  | Death (Mistabishi remix)      | 4:48 |

| Nr. | Titel                           | Duur |
| --- | ------------------------------- | ---- |
| 1.  | Death (Chase & Status remix)    | 4:55 |
| 2.  | Death (Mistabishi remix)        | 4:48 |
| 3.  | Death (L'amour la morgue remix) | 4:39 |
| 4.  | Nothing to Give (M83 remix)     | 6:24 |

## Hitnotering
| Single met hitnotering(en) in de Vlaamse Ultratop 50 | Datum van verschijnen | Datum van binnenkomst | Hoogste positie | Aantal weken | Opmerkingen |
| ---------------------------------------------------- | --------------------- | --------------------- | --------------- | ------------ | ----------- |
| "Death"                                              | 22-09-2008            | 17-01-2009            | tip3            | 6            |             |